# Moose Blood
Moose blood es una banda inglesa emo deCanterbury, Kent. formada en 2012 y publicaron sus álbumes con Hopeless Records.

## Historia
Moose Blood se formó en agosto de 2012 y publicó su primer demo, Bukowski Demo (Summer '12), en el mismo mes. El grupo estaba compuesto por Eddy Brewerton vocalista principal y guitarra, Mark E. Osbourne en la guitarra principal, Kyle Todd en el bajo y Glenn Harvey en la batería. El 11 de febrero de 2013, su EP "Moving Home" fue publicado. "Boston" y "Orlando" también fueron publicados juntos como sencillos a través de Venn Records el 26 de abril. La banda publicó un split EP con Departures el 12 de noviembre. El 16 de abril de 2014, se anunció que firmaron con No Sleep y lanzarían su álbum debut más tarde ese año. En mayo, hizo soporte de I Am the Avalanche en gira por Reino Unido. Su álbum debut I'II Keep You In Mind, From Time to Time, logrando el número 45 en Billboard de EE. UU. tocaron en el Warped Tour de 2015.

## Miembros
Actual
- Eddy Brewerton – vocalista, guitarra rítmica (2012–presente)
- Mark E. Osbourne – Guitarra principal, vocalista (2012–presente)
- Kyle Todd – bajos (2013–presentes)
- Lee Munday – batería (2017–presentes)

Antiguos
- Glenn Harvey– batería (2012–2017)
- Sam Bradford – bajos (2012–2013)

## Discografía
Álbumes de estudio
- I'll Keep You in Mind, From Time to Time (2014)
- Blush (2016)
- I Don't Think I Can Do This Anymore (2018)

Aspectos de recopilación
- "I Don't Love You" (2016)
  - My Chemical Romance cover on Rock Sound Presents: The Black Parade album